# Sphinx xantus
Sphinx xantus is een vlinder uit de familie van de pijlstaarten (Sphingidae). De wetenschappelijke naam van de soort werd in 1963 gepubliceerd door Cary.